# José Adrián Sornoza
José Adrián Sornoza Carreño (né le 8 mai 1992 à Portoviejo) est un athlète équatorien spécialiste du triple saut.
Son record personnel supérieur aux minimas B — 16,89 m à Quito le 15 juin 2012 — lui permet de participer aux Jeux olympiques de Londres 2012.